# Войтенко Володимир Платонович
Володимир Платонович Войтенко (12 лютого 1934, Вишпіль, Черняхівський район, Київська область, Українська РСР — 11 травня 2020) — український науковець-геронтолог, доктор медичних наук, професор, науковий публіцист.

## Життєпис
Закінчив Київський медичний інститут (1957) зі спеціальності «педіатрія».
З 1964 року працював в Інституті геронтології. З 1972 по 1992 роки — завідувач лабораторії генетики. З 1992 по 2018 роки — завідувач лабораторії математичного моделювання процесів старіння.
Лауреат Державної премії України в галузі науки і техніки (1984), робота «Дослідження механізмів старіння фізіологічних систем організму як передумови розвитку патології нервової, серцево-судинної і опорно-рухової систем, розробка та впровадження нових методів діагностики і лікування».
Здійснював керівництво дослідженнями впливу стресів на біологічний вік та тривалість життя, демографічними дослідженнями, присвяченими аналізу впливу екологічною забруднення та соціально-економічного розвитку на медико-біологічні характеристики населення різних регіонів України.
Є автором балансової теорії старіння та тестів для оцінки біологічного віку людини.
Помер на 87-му році життя 11 травня 2020 року.